# 网纹悬钩子
网纹悬钩子（学名：Rubus cinclidodictyus）是蔷薇科悬钩子属的植物，是中国的特有植物。分布于中国大陆的云南、四川等地，生长于海拔1,200米至3,300米的地区，见于山坡林缘以及沟边疏密林中，目前尚未由人工引种栽培。